# Brighton
Brighton, grad i mondeno turističko središte na obali La Mancha na jugozapadu Engleske. Najpoznatije je englesko turističko odredište koje su prostrane plaže učinili simbolom ljetovanja, turizma i odmora u engleskoj popularnoj kulturi zahvaljujući kojoj je Brighton postao engleska Azurna obala. S 11 kilometara pješčanih plaža jedno je od najstarijih turističkih mjesta uopće, u kojem se kupališni turizam razvija još od druge polovice 18. stoljeća, točnije od 1754. zaslugom liječnika Richarda Russella koji je isticao pogodnosti kupanja u moru i javno ga propagirao kao oblik liječenja.
Kupališni turizam u Brightonu promicali su i članovi britanske kraljevske obitelji, koji u Brightonu posjeduju velike posjede u kojima najčešće ljetuju. Među njima se ističe kralj Đuro IV. koji u Brightonu boravi od 1783. do 1827. godine. Posjedovanje kuće za odmor (vikendice) u Brightonu u Engleskoj se smatra prestižem jednakim posjedovanjem iste u Nici za Francuza ili Miamiju za Amerikanca. Zbog velikog zanimanja i potražnje cijene nekretnina među najvišima su u UK-u.
U Brightonu je održana Pjesma Eurovizije 1974.